# Festival Calango
O Festival Calango é um festival de música do rock independente brasileiro que ocorre anualmente, desde 2001, em Cuiabá. Criado e organizado em suas duas primeiras edições pelos produtores Caio Mattoso, Dudi Ribeiro e Caio Costa e em seguida, a partir da terceira edição pelo Instituto Cultural Espaço Cubo, e é considerado um dos eventos musicais de música independente de maior porte em Mato Grosso.
A edição de 2008 foi financiada com verbas do 1º Edital de Apoio a Festivais de Música, uma iniciativa da Petrobras, do Instituto Moreira Salles e do Ministério da Cultura.